# Genezing
Genezing, Latijn: curatie, is het proces waarbij de verschijnselen van een ziekte, spontaan of door een behandeling verdwijnen, waardoor de gezondheid hersteld wordt.
Soms zijn er ook na genezing nog restklachten, beperkingen of blijft er een litteken over. Bij verwonding vindt wondgenezing plaats, bij infectieziekten eliminatie van de veroorzaker en herstel van de aangetaste weefsels. Een belangrijk proces bij wondgenezing is angiogenese, de aanmaak van nieuwe bloedvaten door het lichaam.
Bij het onderzoek naar geneesmiddelen wil men zeker zijn dat de genezing optreedt door het geneesmiddel, en niet door spontane genezing of een toevallige factor. Daarom worden zogenaamde dubbelblinde studies opgezet bij een voldoende groot aantal personen waarbij noch de patiënt, noch de toediener weet of hij om het echte geneesmiddel of de placebo gaat. Indien het onethisch zou zijn om de patiënt een placebo toe te dienen, wordt hiervan afgeweken, bijvoorbeeld bij dodelijke ziektes als kanker. Dan wordt het te testen geneesmiddel gecombineerd met een geneesmiddel dat men anders zou toedienen.